# Effie Ellsler
Euphemia "Effie" Ellsler (17 de septiembre de 1855 – 8 de octubre de 1942) fue una actriz de teatro y cine estadounidense cuya carrera comenzó cuando era una niña y se prolongó hasta bien entrada la década de 1930. Se la recuerda sobre todo por su papel protagonista en la exitosa obra de Steele MacKaye Hazel Kirke, y como la abnegada Bessie Barton en Woman Against Woman, de Frank Harver. Ellsler se mantuvo activa durante sus últimos años, apareciendo entre 1901 y 1936 en al menos seis producciones de Broadway y veintidós películas.

## Primeros años
Euphemia "Effie" Ellsler nació en Filadelfia, Pensilvania, hija de los actores John y Euphemia "Effie" (de soltera Murray) Ellsler. Apareció por primera vez en un escenario a los tres años en Cleveland, Ohio, en la Academy of Music; por entonces, bajo la dirección de su padre. El primer papel de Ellsler fue el del Genio del anillo en una producción titulada Aladdin; or, The Wonderful Lamp . A los cuatro años interpretó a la pequeña Eva en una adaptación de Uncle Tom's Cabin, de Harriet Beecher Stowe. De niña, a Ellsler le pedían a menudo que interpretara papeles juveniles en la compañía de teatro de su padre, mientras asistía a la escuela del convento local de las ursulinas y, con la ayuda de su madre, a clases de ballet.
Fue durante este periodo, y siendo aún muy joven, cuando la llamaron para hacer una de las apariciones en Macbeth. Cuando le dieron la señal, apareció detrás de la caldera hirviendo y un destello de fuego rojo la sobresaltó y le hizo olvidar sus líneas. Recuperando repentinamente la composicion, metio la mano en el pecho de su vestido, saco un libro de la obra y leyo las palabras. The Illustrated American, 1892

## Teatro

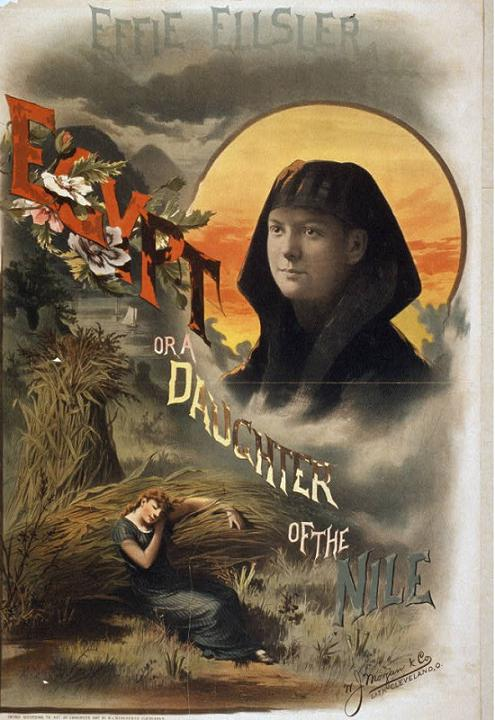
Egypt: or a Daughter of the Nile, década de 1890

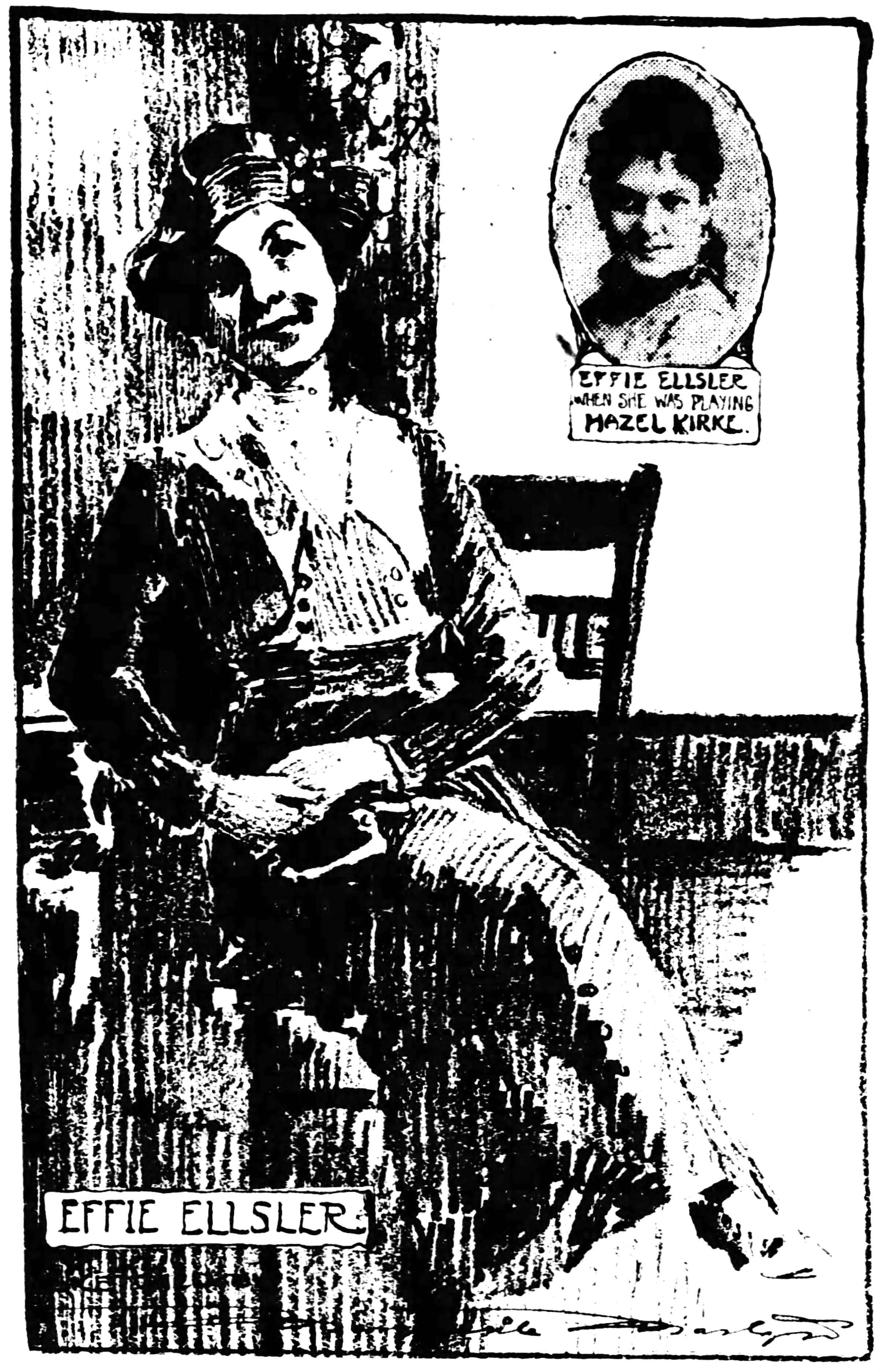
Sketch por Marguerite Martyn, 1919

A los dieciséis años, Ellsler se convirtió en una actriz habitual de la compañía de su padre, interpretando desde pequeños papeles hasta papeles principales en obras de Shakespeare. Cuando tenía unos veintitrés años, Ellsler protagonizó en el nuevo teatro de ópera de su padre, Euclid Avenue Opera House, la producción original de A Heroine in Rags, una comedia dramática escrita específicamente para ella por el dramaturgo Bartley Campbell. La gran oportunidad de Ellsler llegó en 1880, cuando interpretó el papel principal de Hazel Kirke en el Madison Square Theatre de Nueva York. Continuó en el papel, casi sin descanso, durante tres años y sólo lo dejó después de que su médico se lo aconsejara.
El 26 de noviembre de 1884, en Nueva York, Ellsler se estrenó como Priscilla Sefton en el Union Square Theatre, en el debut americano de Storm Beaten, de Robert W. Buchanan, y dos meses más tarde apareció en el mismo lugar como Mabel Blair en el estreno de Separation, de Bartley Campbell. A finales de 1885, el periodista Marcus Klaw había contratado a Ellsler para protagonizar una gira nacional de la obra de Frank Harver, Woman Against Woman, un drama que cuenta la historia de Bessie Barton y su sacrificio que salvó la reputación de una hermana desagradecida. Con A. L. Erlanger como avanzadilla de la compañía, Woman Against Woman con Ellsler realizó una exitosa gira durante tres temporadas. En las décadas siguientes, Ellsler protagonizó, en Nueva York o de gira, obras como Camille, de la novela de Alexandre Dumas, fils, The Keepsake, de Clinton Stuart, Judge Not, de Frank Hervey, Egypt: or a Daughter of the Nile, de Laura Don, y como sustituta de Julia Marlowe en Barbara Frietchie, de Clyde Fitch.
La última vez que Ellsler actuó en Broadway fue en el Morosco Theatre en septiembre de 1922, después de dos años en The Bat, un melodrama de misterio en tres actos de Mary Roberts Rinehart y Avery Hopwood. Dos noches antes del final de la obra, Ellsler sufrió un colapso durante su actuación, pero, en contra de su consejo, insistió en volver para los dos últimos compromisos de la obra.

## Cine
Ellsler debutó en el cine en Old Ironsides (1926), interpretando a la madre de Esther Ralston. A lo largo de diez años apareció en al menos 22 películas, entre ellas The Front Page (1931) como la madre de Mary Brian, Daddy Long Legs (1931) en el papel de Mrs. Semple, Black Fury (1935) interpretando a Bubitschka, y el western Drift Fence (1936) como la abuela Dunn. Se retiró tras interpretar a la abuela Duval en la versión cinematográfica de Greta Garbo de Camille de Dumas (1936).

## Matrimonio
Ellsler se casó con el también actor Frank Weston el 25 de mayo de 1881 en Chicago. Weston era un respetado actor que había actuado junto a Edwin Booth, Edward Loomis Davenport y Lawrence Barrett, y había sido uno de los principales actores del Mcvicker's Theatre de Chicago y de la compañía de John Ellsler en Cleveland. Más tarde, Weston y Effie Ellsler formarían su propia compañía, activa durante los últimos años del siglo diecinnueve. Weston, que de niño sirvió en la guerra civil estadounidense, falleció a la edad de 70 años el 27 de enero de 1922, a causa de una neumonía tras tres días de enfermedad. Ellsler recibió la noticia de la muerte de su marido mientras actuaba en The Bat y decidió continuar con la siguiente representación porque la compañía carecía de suplente para su papel.

## Vida posterior
Ellsler residió durante varios años en Nutley, Nueva Jersey, hasta la muerte de su hermana Addie (Annie) en 1938. Posteriormente se trasladó a Los Ángeles, donde falleció tras una corta enfermedad el 8 de octubre de 1942. Sus otros hermanos fueron John J. (fallecido en 1925) y William Cary (fallecido en 1936). Su sobrino fue John Park Ellsler (1882–1940), hijo de su hermano, John J. Ellsler.